# Células en anillo de sello

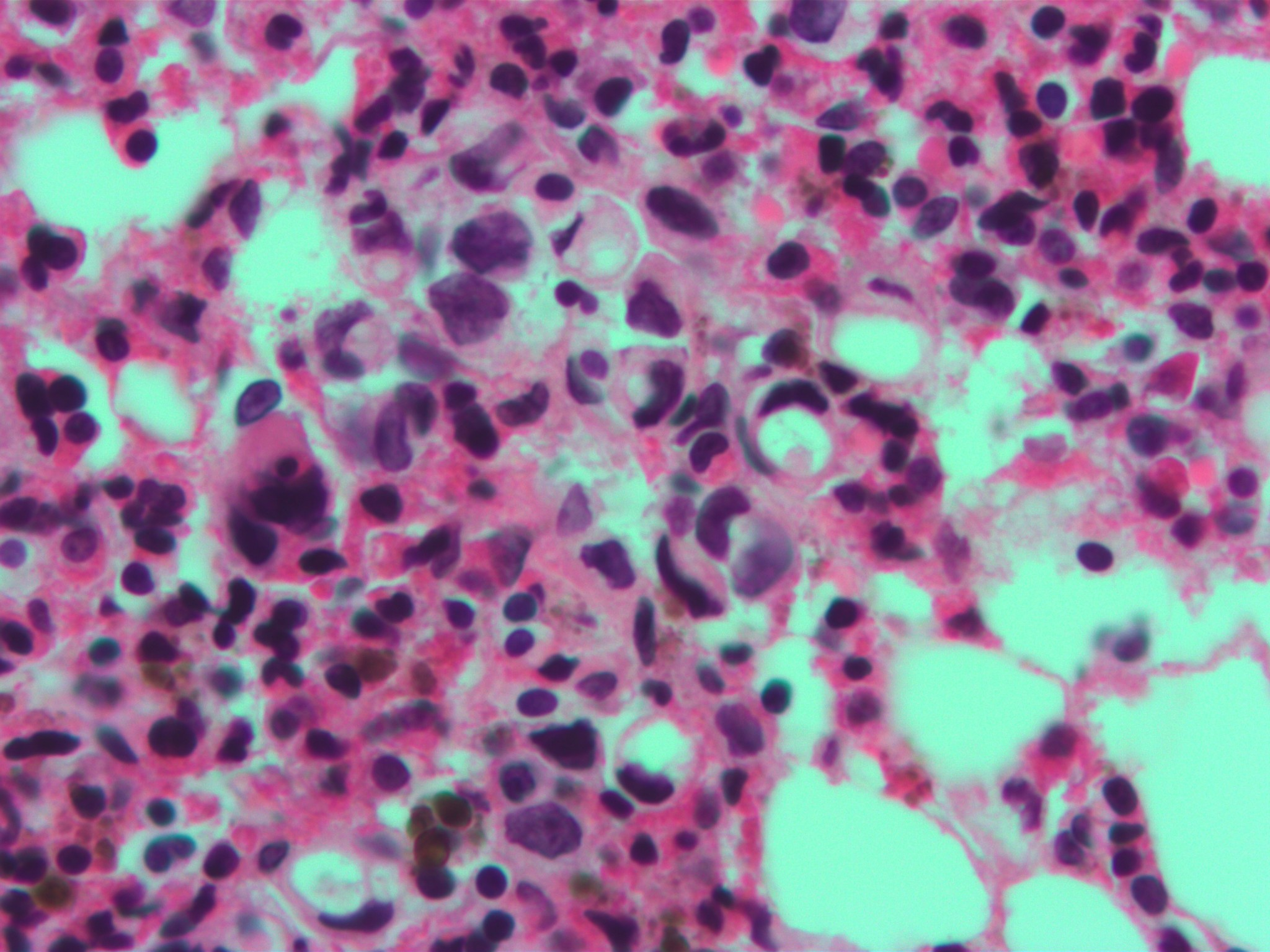
Micrografía de gran aumento que muestra células en anillo de sello, con citoplasma claro, en carcinoma de mama metastásico. Tinción hematoxilina eosina.

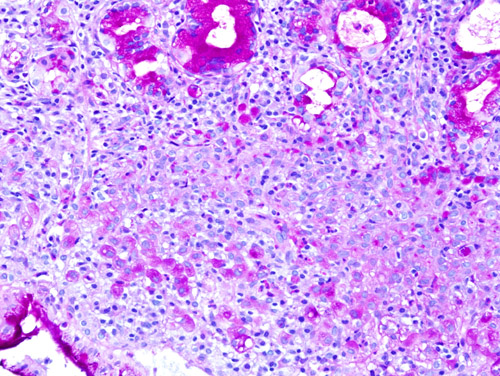
Células en anillo de sello (magenta) teñidas con PAS en un carcinoma gástrico de células en anillo de sello.

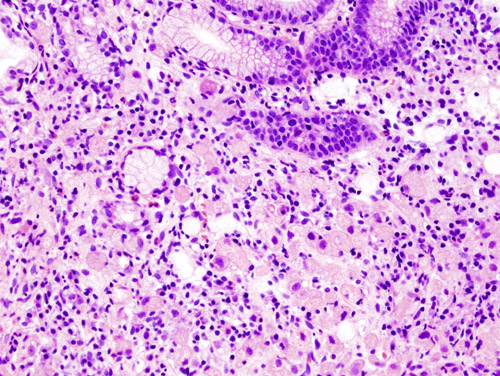
Carcinoma gástrico de células en anillo de sello. Tinción con hematoxilina eosina.

En histología, una célula en anillo de sello es aquella célula con una vacuola grande. El tipo maligno se observa predominantemente en carcinomas. 
Las células en anillo de sello están frecuentemente asociadas al cáncer de estómago, pero puede surgir de distintos tejidos como la próstata, la vejiga, la vesícula biliar, la mama, el colon, el estroma ovárico y el testículo.

## Tipos
El NCI Thesaurus distingue diferentes tipos de "célula en anillo de sello" 
- Célula de castración, una célula no maligna que surge en la pituitaria anterior bajo ciertas condiciones hormonales anormales.
- Célula folicular en anillo de sello en neoplasia de la glándula tiroides
- Célula en anillo de sello de adenocarcinoma
- Célula en anillo de sello de melanoma
- Célula en anillo de sello estromal

## Aspecto
El nombre de la célula proviene su aspecto; las células en anillo de sello aparentan ser anillos de sello .  Contienen una gran cantidad de mucina, la cual empuja al núcleo hacia la periferia de célula.  El contenido de mucina en las células en anillo de sello imita la apariencia de un agujero para el dedo y el núcleo imita aspecto de la cara del anillo en perfil.

## Importancia diagnóstica
Un número significativo de células en anillo de sello, generalmente, se asocia con un pronóstico peor.

## Clasificación de carcinomas
Los carcinomas de células en anillo de sello pueden ser clasificados utilizando inmunohistoquímica.